# Anmore
Ne doit pas être confondu avec Anmoore.
Anmore est un village canadien dans la province de Colombie-Britannique, rattachée au district régional du Grand Vancouver (appelé localement Metro Vancouver). Le lac Buntzen qui s'y trouve est un lieu populaire chez les locaux et les touristes.

## Démographie
| 2001  | 2006  | 2011  | 2016  |
| ----- | ----- | ----- | ----- |
| 1 344 | 1 785 | 2 092 | 2 210 |